# Глебка, Пётр Фёдорович
Пётр Фёдорович Гле́бка (бел. Пятро Глебка; 23 июня (6 июля) 1905, деревня Великая Усса, ныне Узденский район, Минская область — 18 декабря 1969, Минск) — белорусский советский поэт, драматург, переводчик, организатор науки. Академик АН Белорусской ССР (1957). Член Союза писателей СССР (1934).

## Биография
Пётр Глебка родился в крестьянской семье. Учился в Белорусском педагогическом техникуме (1924—1927). Окончил литературно-лингвистическое отделение Белорусского государственного университета (1930).
Являлся секретарём редакции журнала «Узвышша» (1928—1930), работал в газете «Калгаснік Беларусi», в журнале «Полымя рэвалюцыi», исполнял обязанности литературного консультанта при Союзе писателей Белорусской ССР (1934—1936).
Участник Великой Отечественной войны. В годы войны — в редакции газет «За Савецкую Беларусь», «За свабодную Беларусь». Публиковался на страницах газеты-плаката «Раздавім фашысцкую гадзіну» и газеты «Партызанская дубінка». В 1943—1945 годах — редактор издательства ЦК КП(б)Б «Савецкая Беларусь», главный редактор Государственного издательства БССР в Москве.
С 1945 года работал в Институте литературы, языка и искусства Академии наук Белорусской ССР, возглавлял группу по составлению «Русско-белорусского словаря». В 1952—1956 годах заведывал сектором лексикографии, с 1957 года — директор Института языкознания. В 1957—1969 годах Глебка возглавлял институт искусствоведения, этнографии и фольклора Академии наук Белорусской ССР. В 1966—1969 годах — академик-секретарь Отделения общественных наук Академии наук Белорусской ССР.
Избирался депутатом Верховного Совета Белорусской ССР в 1955—1967 годах. Участвовал в работе сессий Генеральной Ассамблеи ООН (1955, 1956, 1957, 1964).
С 1942 года — член КПСС..

## Научная деятельность
Являлся крупным организатором в сфере гуманитарных наук в Белорусской ССР. Инициировал и принял участие в составлении плана издания свода белорусского народного творчества (БНТ, вышло около 50 томов), свода памятников истории и культуры Белоруссии (7 томов).

## Творчество
Дебютировал в печати в 1925 году. В 1925 году вступил в литературное объединение Маладняк. В 1926 году стал членом белорусского литературного объединения Узвышша. Является автором поэм «Мужество» (посвящена памяти В. И. Ленина), «В те дни» (об Октябрьской революции 1917 года). Драматическая поэма «Над Берёзой-рекой» (1939) посвящена событиям Гражданской войны на территории Белоруссии; драматическая поэма «Свет с Востока» — истории революционных свершений.
На годы Великой Отечественной войны приходится пик поэтического мастерства П. Глебки. Произведения этого периода (такие как «Посылка», «Партизаны», «Родной хлеб», «Под небом Родины») проникнуты патриотизмом и глубокой лиричностью.
Поэзия П. Глебки гражданственна, отмечена романтической приподнятостью. Влияние на поэта оказало творчество В. Маяковского.

## Литературная библиография

### Сборники поэзии
- бел. «Шыпшына» («Шиповник») (1927)
- бел. «Урачыстыя дні» («Торжественные дни») (1930)
- бел. «Хада падзей» («Ход событий») (1932)
- бел. «Чатыры вятры» («Четыре ветра») (1935)
- бел. «Мужнасць» («Мужество») (1938)
- бел. «Пад небам бацькаўшчыны» («Под небом отечества») (1947)
- бел. «Нашай славы зара» («Нашей славы заря») (1947)
- бел. «Размова аб шчасці» («Беседа о счастье») (1948)
- бел. «Вершы» («Стихотворения») (1975)
- бел. «На спатканні дарог» («На встрече дорог») (1990)
- бел. «Выбраныя творы» («Избранные произведения») (1952)
- бел. «Збор твораў» ў 2 тамах («Собрание сочинений» в 2 томах) (1958)
- бел. «Збор твораў» у 3 тамах («Собрание сочинений» в 3 томах) (1969—1971)
- бел. «Збор твораў» у 4 тамах («Собрание сочинений» в 3 томах) (1984—1986)

### Поэмы
- бел. «Арка над акіянам» («Арка над океаном») (1932)
- бел. «Арлянка» («Орлянка») (1932)
- бел. «У тыя дні» («В те дни») (1957)

### Детская поэзия
- бел. «Пад сцягам перамог» («Под знаменем побед») (1952)
- бел. «Прывітанне Радзіме» («Приветствие Родине») (1961)
- бел. «Вобразы роднай краіны» («Образы родной страны») (1964)
- бел. «Наш сцяг» («Наше знамя») (1972)
- бел. «Наш лес» («Наш лес») (1973)
- бел. «Шчаслівы май» («Счастливый май») (1985)

### Драматургические произведения
- бел. драматычная паэма «Над Бярозай-ракой» (драматическая поэма «Над Берёзой-рекой») (1940, поставлена в 1940)
- бел. лібрэта оперы «Андрэй Касценя» («Лясное водгулле») (либретто оперы «Андрей Костеня» («Лесной эхо»)) (1970, поставлена в 1970)
- бел. вершаваная драма «Святло з Усходу» (стихотворная драма «Свет с Востока») (1957, поставлена в 1957)

### Критика и публицистика
- бел. кніга нарысаў «Ураджай» (з П. Броўкай) (книга очерков «Урожай») (1933, совместно с П. Бровкой)
- бел. зборнік артыкулаў «Паэзія барацьбы і перамогі» (сборник статей «Поэзия борьбы и победы») (1973)
- бел. «Пытанні гісторыі, філалогіі і мастацтва» («Вопросы истории, филологии и искусства») (1975)

### Переводы
Переводил на белорусский язык с русского и украинского языков. Перевел на белорусский язык произведения М. Горького, А. Пушкина, М. Лермонтова, Н. Некрасова, А. Чехова, В. Маяковского, А. Мицкевича и других.

### В переводе на русский язык
- Глебка, П. Под небом Родины : Стихи и поэмы / П. Глебка // пер. с бел. яз. — М.: Советский писатель, 1950.
- Глебка, П. Под знаменем побед : Стихи и поэмы / П. Глебка // авториз. пер. с бел. яз. — Минск : Госиздат БССР, 1952.
- Глебка, П. Избранное : Стихотворения и поэмы : Стихи и поэмы / П. Глебка // пер. с бел. яз. — Минск : Гос. изд-во художеств. лит., 1957.
- Глебка, П. Дни великого времени : Стихи / П. Глебка // авториз. пер. с бел. яз. — М.: Советский писатель, 1965.
- Глебка, П. Облока над лесом : Стихи / П. Глебка // пер. с бел. яз. — М.: Детская литература, 1972.
- Глебка, П. Стихотворения / П. Глебка // пер. с бел. яз. — М.: Художественная литература, 1973.

## Награды
- орден Ленина (05.07.1965)
- 2 ордена Трудового Красного Знамени (1949; 25.02.1955)
- орден Красной Звезды (06.01.1943)
- орден «Знак Почёта» (31.01.1939)
- медали

## Память
- Мемориальный кабинет Петра Глебки в Центральной научной библиотеке им. Я. Коласа НАН Беларуси (Минск)

### Объекты, названные в честь Петра Глебки
- Улица Петра Глебки (Минск)

### Статьи
- Рублевская, Л. Неба, чыстае, як шклянка… / Л. Рублевская, В. Скалабан // Советская Белоруссия. — № 148 (23539). — 07.08.2010.